# 陳時霖
陳時霖（1514年—？），字商卿，福建福州府長樂縣民籍，福建福州府閩縣人，明朝政治人物。

## 生平
嘉靖十六年（1537年）丁酉科福建鄉試第十名舉人。嘉靖二十年（1541年）中式辛丑科會試第一百六十七名，登第三甲第一百名進士。

## 家族
曾祖陳燿；祖父陳安土；父陳則興，聽選官。前母齊氏；母張氏。重庆下。